# Dezoxiribonuclează
Dezoxiribonucleazele  (DNaze, pe scurt) alcătuiesc o familie de enzime de tip glicoprotein enducleaze, care catalizează clivajul hidrolitic al legăturilor fosfodiesterice din catena ADN, având astfel ca efect degradarea ADN. Rolul celular al DNazelor este de a degrada ADN-ul extracelular excretat prin apoptoză, necroză și capcanele extracelulare neutrofile (NET). Astfel, ajută la diminuarea răspunsului inflamator. Există DNaze de tipul I sau II, care diferă prin specificitatea de substrat, mecanism de acțiune și rol biologic.